# Folkhögskola
Folkhögskola är en nordisk skolform för vuxenutbildning, ibland med internat. Den danske prästen, politikern och folkbildaren Nikolaj Frederik Severin Grundtvig betraktas som folkhögskolans fader.

## Historik
Grundtvigs mål var att ge bönder och andra från de breda folklagren högre bildning, genom personlig utbildning, "det levande ordet", som han kallade det. Idén slog igenom på 1830-talet och den första folkhögskolan grundades 1844 i Rødding i Danmark. Folkhögskolan skulle enligt Grundtvig fylla de ungas sinnen med föresatser att göra sina kunskaper fruktbringande ute i livet, uppfostra dem till goda och sunda människor, till dugande medborgare. Folkhögskolans mål var att ge en undervisning som inte drog allmogens söner och döttrar från kroppsarbetet utan återgav dem åt detta med stärkt håg för deras livsvärv och ökad förmåga att utföra det. Endast av "vakna människor" kan man göra duktiga jordbrukare, ansåg Grundtvig.

### Danmark
Det var särskilt efter dansk-tyska kriget med Preussen som folkhögskoletanken tog fart i Danmark. Förlusterna utåt manade Danmarks folk att samla alla sina krafter till inre motvikt. De rikast begåvade och högst bildade män lämnade ämbetsmannabanan, där de hade lysande utsikter till befordringar, för att ägna sitt liv åt det stora värvet att uppfostra och förädla allmogens ungdom.

### Norge
Den första folkhögskolan i Norge var Sagatun Folkehøyskole i Hamar, som grundades 1964 av Olaus Arvesen och Herman Anker. År 2016 fanns 80 folkhögskolor i drift i Norge.

### Sverige
De tre första svenska folkhögskolorna, vilka finansierades av landstingen, grundades 1868: Folkhögskolan Hvilan i Åkarp, Önnestads folkhögskola utanför Kristianstad samt Lunnevads folkhögskola i Östergötland. Den sistnämnda, ursprungligen under namnet Herrestads folkhögskola eller Östergötlands folkhögskola, flyttades 1872 och bytte namn till det nuvarande Lunnevads folkhögskola. Leonard Holmström, som var Hvilans folkhögskolas första föreståndare, anses som en förgrundsgestalt inom den svenska folkhögskolan.
För att till en början nästan uteslutande ha varit böndernas högre undervisningsanstalt, blev folkhögskolorna från början av 1900-talet även förknippade med arbetarrörelsen, med skolor som Brunnsviks folkhögskola, grundad 1906. Efterhand har ytterligare folkrörelser  tillkommit, så kallade rörelseskolor. Exempel är nykterhetsrörelsen (Wendelsbergs folkhögskola (1908) eller Tollare folkhögskola (1952), idrottsrörelsen (exempelvis Lillsveds idrottsfolkhögskola och Bosön idrottsfolkhögskola), kyrkor och samfund, samt andra folkrörelser och idéburna organisationer. Den första folkhögskolan i en stad är Birkagårdens folkhögskola etablerad 1916 av Natanael Beskow.
År 2024 fanns det i Sverige 155 folkhögskolor, varav 113 bundna till föreningar, stiftelser, folkrörelser eller ideella organisationer och resten av regioner. Stora delar av skolornas verksamhet finansieras med allmänna medel från bland andra staten och fördelas via skolornas samlande organisation, Folkbildningsrådet. Utbildningen till folkhögskollärare är av tradition förlagd till Linköpings universitet sedan 1970.

### Finland
Sofia Hagman grundade Finlands första folkhögskola 1889 i Kangasala.
I Finland fanns det 2009 17 svenskspråkiga folkhögskolor. Fem av skolorna bygger på religiös grund medan de övriga är allmänt kulturella. Skolorterna är följande: Borgå, Esbo, Hangö, Helsingfors, Pernå, Karis, Pargas, Houtskär, Pålsböle (Åland), Kronoby, Lappfjärd, Vasa, Vörå, Närpes och Nykarleby.

## Kursutbud
Folkhögskolornas kurser delas vanligen in i tre kategorier:
- Allmänna kurser ersätter helt eller delvis gymnasiestudier och i viss mån grundskolestudier, och pågår under ett till fyra år beroende på förkunskaper. De allmänna kurserna är ett alternativ till komvux och finns i många olika profiler och inriktningar beroende på skola.
- Särskilda kurser är inriktade på ett speciellt ämne som största delen av kursen ägnas åt. En del av de särskilda kurserna är yrkesinriktade eller vänder sig till specifika målgrupper. Ämnesmässigt dominerar särskilda inriktningar mot musik, bildkonst och annan estetisk verksamhet.[11]
- Övriga kurser kan utgöras av kortkurser, sommarkurser, uppdragsutbildningar och kurser inom andra skolformer.

Det samtida kursutbudet för samtliga folkhögskolor åren 1952–2019 har publicerats som en öppen och fritt tillgänglig Folkhögskoledatabas. Till exempel kan databasen användas för att söka efter ämnen eller en specifik folkhögskolas kursutbud under efterkrigstiden.

## Studieomdöme
På särskilda och övriga kurser ges vare sig betyg eller omdöme. På allmänna kursen ges inte betyg i enskilda ämnen, utan istället ges ett samlat studieomdöme av alla lärare som tillsammans bedömer elevens studieförmåga för samtliga ämnen. Omdömet ges efter minst ett års heltidsstudier. Studierna behöver inte ha skett i sträck eller på samma folkhögskola. Omdömet ges på en sjugradig skala med nivåerna:
- Utmärkt studieförmåga (4)
- Utmärkt-Mycket god studieförmåga (3,5)
- Mycket god studieförmåga (3)
- Mycket god studieförmåga-God studieförmåga (2,5)
- God studieförmåga (2)
- God studieförmåga-Mindre god studieförmåga (1,5)
- Mindre god studieförmåga (1)[14]

Med omdömet kan en folkhögskoleelev söka till högskola/universitet förutsatt att kursen har givit honom eller henne tillräcklig behörighet. Eleven placeras då i en särskild kvot.